# Lower Excise Fuel and Beer Party
El Lower Excise Fuel and Beer Party és un petit partit polític australià registrat el 17 de setembre de 2001 i que es va donar de baixa el 19 de desembre de 2005. El partit va presentar diversos candidats a les eleccions federals de 2001 i 2004. Les seves polítiques principals incloïen la derogació de l'impost sobre béns i serveis i la reducció dels impostos especials sobre els preus del combustible i la cervesa. Moltes de les seves polítiques són de centreesquerra. Va ser fundat per David O'Loughlin, resident a Coffs Harbour.